# Organium
Organium ist ein, seit 2002 aktives, von Stijn van Cauter gegründetes Dark-Ambient-Projekt.

## Geschichte
Stijn van Cauter initiierte Organium 2002 als Soloprojekt. Es gilt als eines diverser Nebenprojekte zu van Cauters Hauptband Until Death Overtakes Me. Als Organium erschienen zwei Studioalben über van Cauters eigenes Label Nulll Records, 2004 The Rage und 2007 Levitation. Rezeption der Veröffentlichung blieb weitestgehend aus. Das Projekt entwickele sich nur langsam und sei eines seiner besonders experimentellen, äußerte van Cauter im Gespräch mit Doom-Metal.com.
Im Jahr 2011 stellte van Cauter die Produktion weiterer Musik vorübergehend ein. Obwohl er seit 2016 unterschiedliche Projekte reaktivierte blieb eine Wiederaufnahme der Aktivität mit Organium aus. Van Cauter präsentierte die Musik unter anderem über Bandcamp und seine Homepage zum kostenfreien Musikdownload.

## Stil

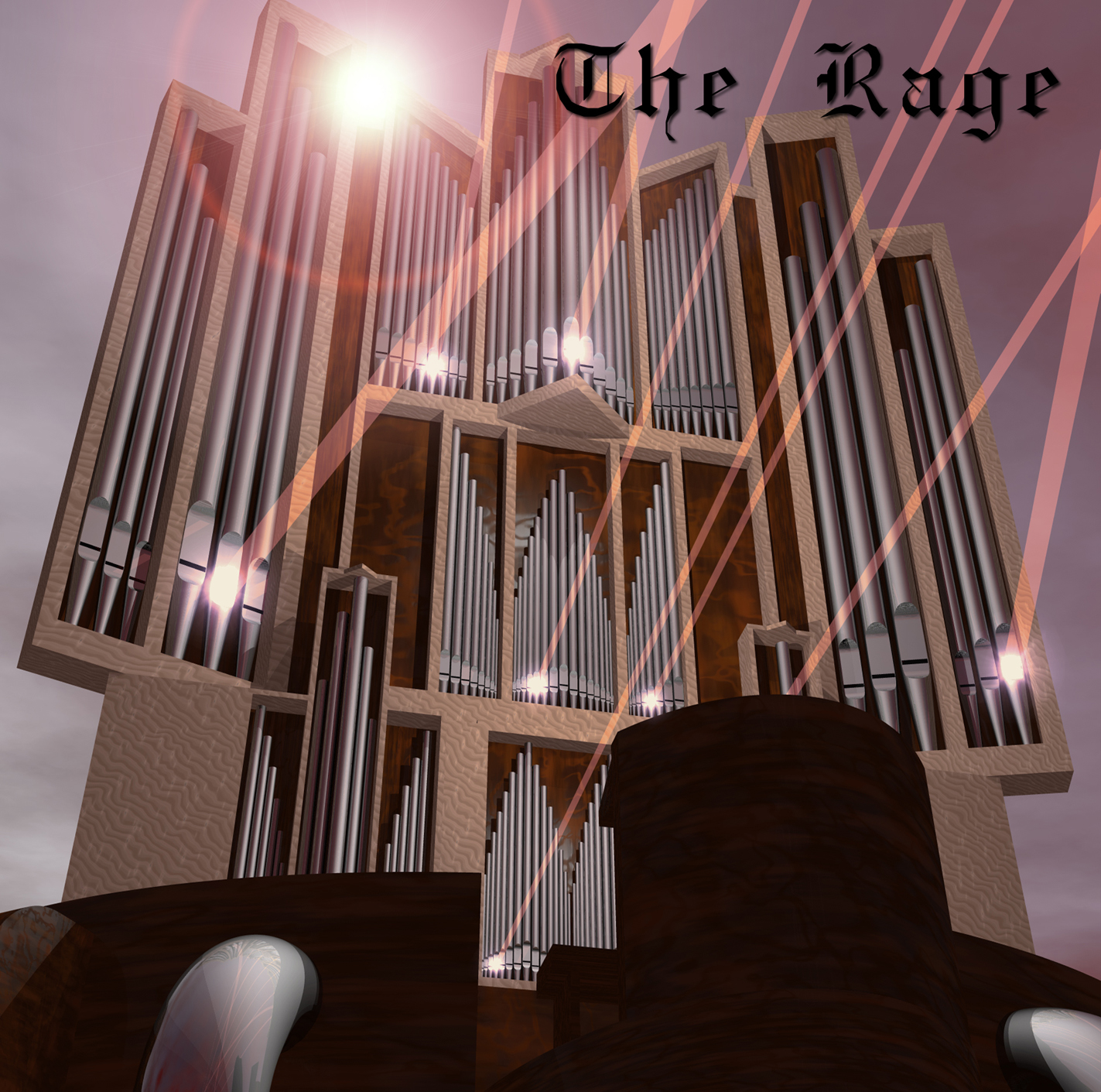
Bezeichnend für die Musik wählte van Cauter eine Orgel als Motiv für das Cover des Debüts von Organium

Mit Organium spielt Stijn van Cauter experimentellen Dark Ambient. Als zentrales Instrument für die instrumentale Musik des experimentellen Projektes nutzt van Cauter eine Kirchenorgel. Dem Klang der namensgebenden Orgel fügt er weitere Instrumente, insbesondere Gitarre und Synthesizer, hinzu und nutzt unterschiedliche Verfremdungs- und Verzerrungseffekte die Rhythmen und Schichten erzeugen. Hinzukommend nutzt er gelegentlich programmierte Schlagzeugspuren, die bis in Blastbeats übergehen können. Das repetitive Riffing der Gitarre ist in diesen Phasen an jenem der der als Zweite Welle des Black Metals populären Bands angelehnt. Der resultierende Gesamtklang der Musik reicht vom Dark Ambient zu Noise und Drone Doom.

## Diskografie
- 2004: The Rage (Album, Nulll Records, NULLL 024)
- 2007: Levitation (Album, Nulll Records, NULLL 031)